# طرح (فیلم ۲۰۱۵)
«طرح» (انگلیسی: The Program) یک فیلم به کارگردانی استیون فریرز است که در سال ۲۰۱۵ منتشر شد.

## موضوع فیلم
این فیلم داستان موفقیت نجومی لانس آرمسترانگ، دوچرخه سوار مشهور آمریکایی، و نقش دیوید والش، روزنامه نگار ساندی تایمز، در افشای حقایق و تقلب در پیروزیهای آرمسترانگ در مسابقات دوچرخه سواری تور دو فرانس را بازگو می‌کند.